# Терзич, Василие
Василие Терзич (черног. Vasilije Terzić; родился 12 мая 1999 года, Черногория) — черногорский футболист, полузащитник клуба «Будучност». 

## Клубная карьера
Терзич — воспитанник клуба «Будучност». 29 мая 2016 года в матче против «Зета» он дебютировал в чемпионате Черногории. В 2017 году в поединке против «Грбаля» Василие забил свой первый гол за «Будучност». 17 сентября 2020 года в матче Лиги Европы против казахстанской «Астаны» он отметился забитым мячом. На момент 2021 года Терзич трижды выиграл чемпионат и дважды завоевал Кубок Черногории.

## Достижения
Клубные
 «Будучност»
- Победитель чемпионата Черногории (3) — 2016/2017, 2019/2020, 2020/2021
- Обладатель Кубка Черногории (2) — 2018/2019, 2020/2021